# Peter Birmann
Peter Birmann, né le 24 décembre 1758 à Bâle et mort dans la même ville le 18 juillet 1844, est un artiste peintre suisse et marchand d'art.

## Biographie
Peter Birmann est formé à chez son père Rudolph, tailleur de pierre puis il entre dans les ateliers de différents artistes suisses : Rudolf Huber le jeune en 1771, August Kaufmann à Porrentruy, à l'atelier Wagner à Berne, chez Marquard Wocher (de) et enfin chez Johann Ludwig Aberli. En 1777, il part en voyage à Rome entre 1781 et 1790. Il y travaille à l'atelier de son compatriote et peintre Abraham-Louis-Rodolphe Ducros puis se retrouve à la tête de l'atelier du graveur italien Giovanni Volpato. Au cours de ce séjour, il rencontre le poète allemand Johann Wolfgang von Goethe. Rentré dans sa ville natale en 1790, il y ouvre un atelier de peinture, mais aussi de commerce d'œuvres d'art. Il se spécialise dans les dessins et gravures de paysages.
Son fils Samuel Birmann (en) (1793-1847) est lui aussi un peintre paysagiste.

## Œuvres principales dans des collections publiques

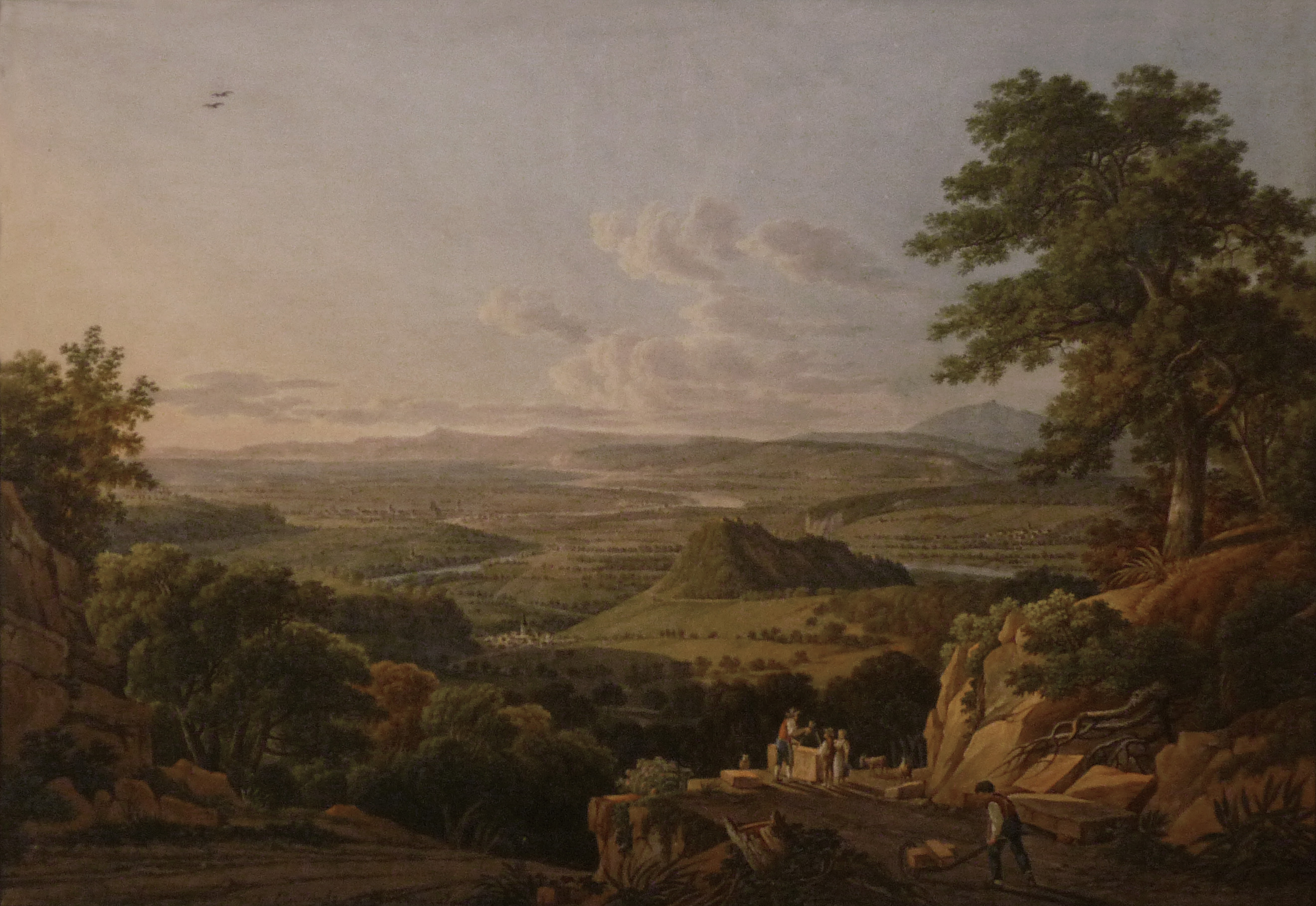
Vue de la carrière de Muttenz sur Bâle.

- Vue de la carrière de Muttenz sur Bâle, vers 1812, aquarelle sur traits à la mine de plomb, gouache, Kunstmuseum (Bâle), Kupferstichkabinett
- Vue sur la plaine du Rhin depuis le rocher d’Istein, Kunstmuseum (Bâle)
- Le pont du diable, dessin, Albertina, Vienne (Autriche)
- Le pont du diable, huile sur toile, 1811, Musée des Beaux-Arts de Winterthour
- L'arche de Titus, aquarelle, Pierpont Morgan Library, New York[2]